# Democratic National Convention
Die Democratic National Convention (DNC) ist der Parteitag der Demokratischen Partei in den USA, der im Turnus von vier Jahren stattfindet. Während dieser Versammlung werden der Präsidentschafts- und Vizepräsidentschaftskandidat der Demokratischen Partei nominiert sowie ein Parteiprogramm festgelegt.
Der offiziellen Nominierung des Präsidentschaftskandidaten auf der National Convention gehen Vorwahlen in verschiedenen Bundesstaaten voraus, so dass der Kandidat in vielen Fällen bereits einige Zeit vor der Versammlung feststeht und dort nur noch offiziell bestätigt wird. Die DNC, die jedes Mal an einem anderen Ort in den USA abgehalten wird, findet stets im Hochsommer vor der Präsidentschaftswahl statt, die dann im November durchgeführt wird.

## Geschichte und besondere Conventions

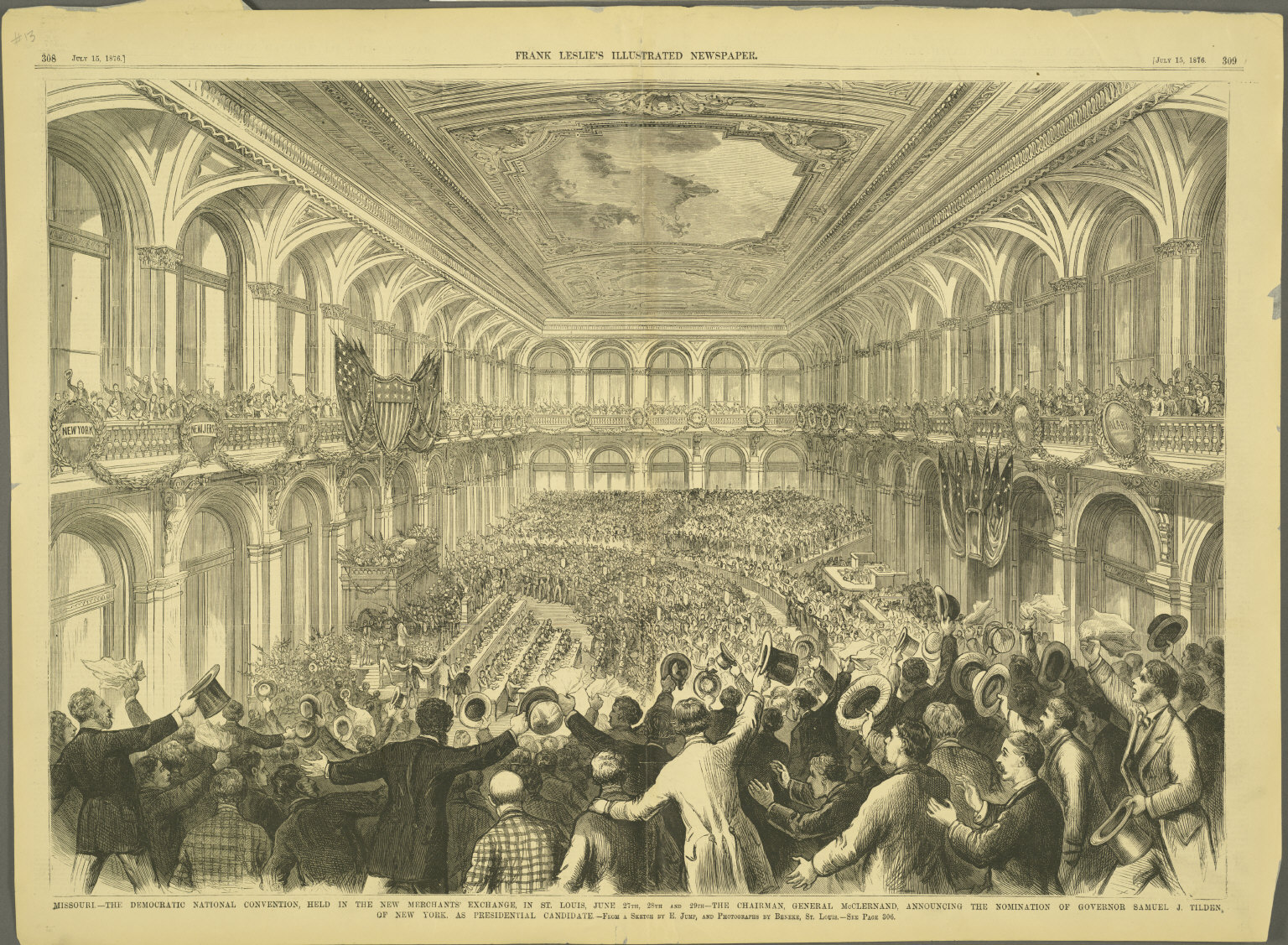
Democratic National Convention in St. Louis, Missouri, im Juni 1876

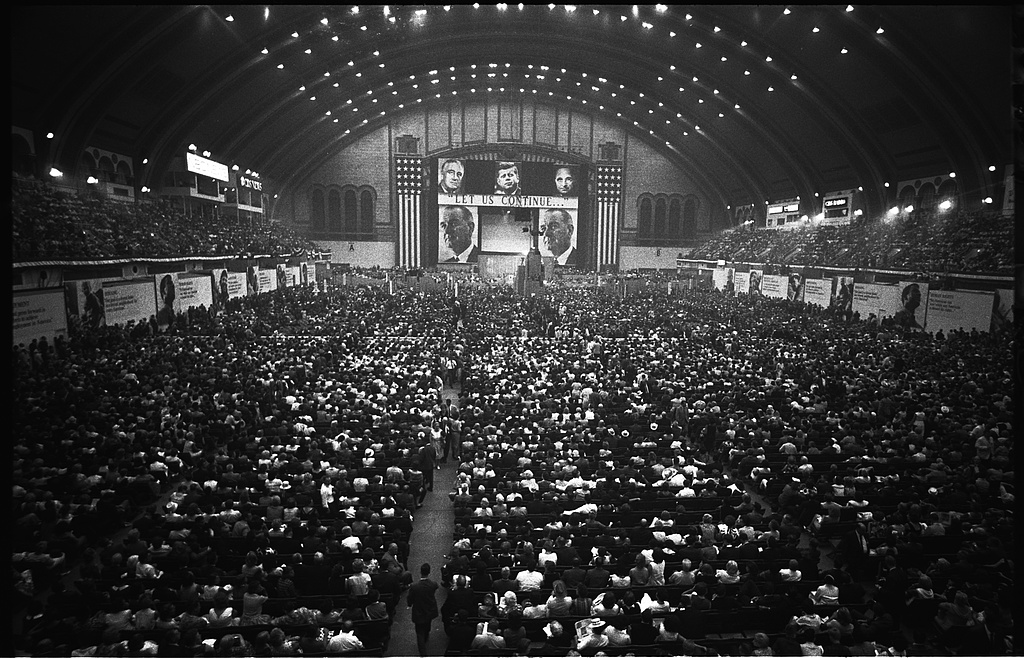
Democratic National Convention in der Boardwalk Hall, Atlantic City, 24.–27. August 1964

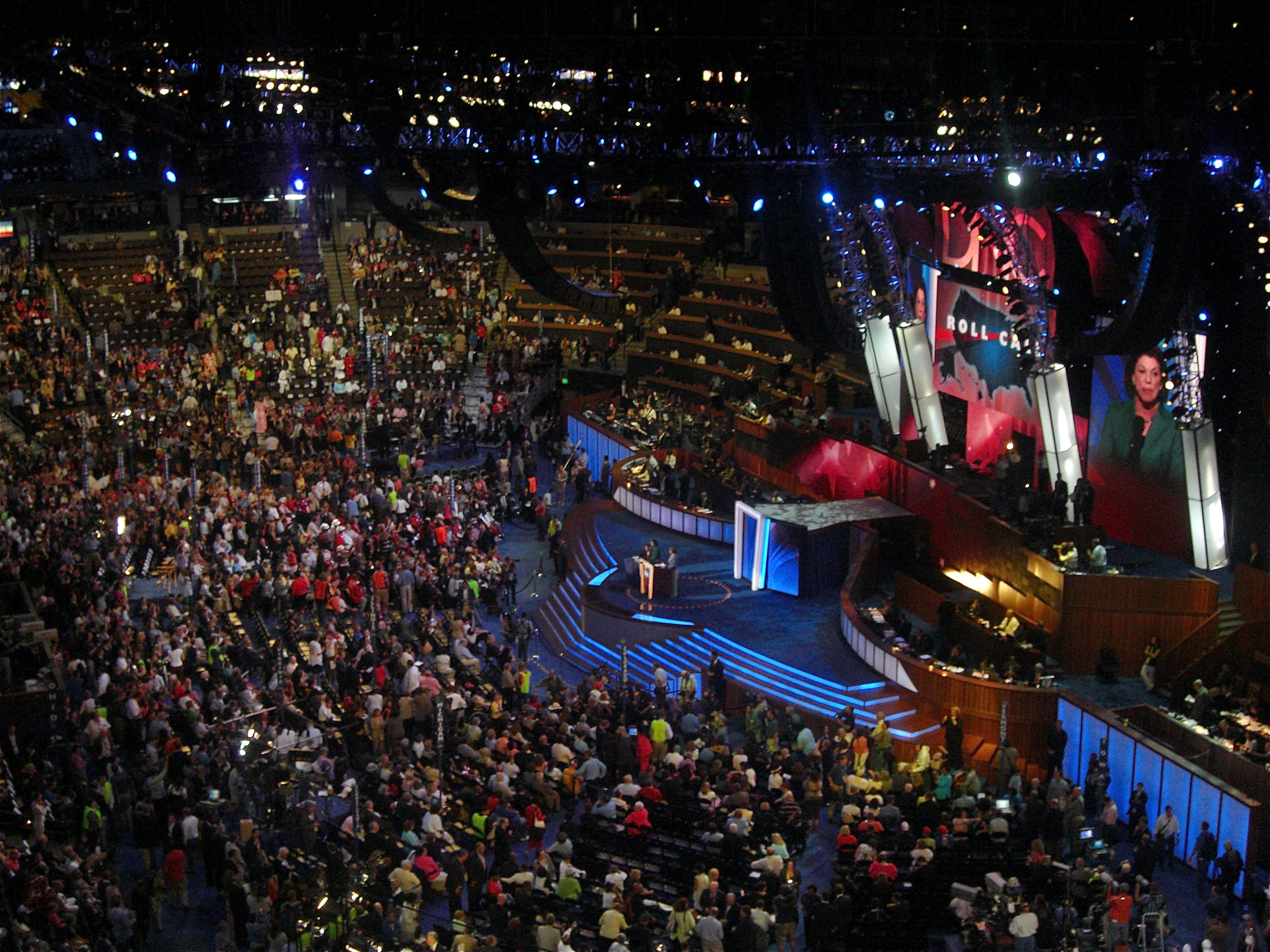
Democratic National Convention in Denver, Colorado im August 2008

Die erste Democratic National Convention fand 1832 statt. Im Jahre 1968 gab es Ausschreitungen in Chicago, die zur Anklage der Chicago Seven führten. Die bisher letzte Versammlung fand 2016 in Philadelphia statt.

### 1832
Die erste Democratic National Convention fand vom 21. bis zum 23. Mai 1832 in Baltimore statt. Der amtierende Präsident Andrew Jackson, Gründer der Demokratischen Partei, wurde einstimmig zum Kandidaten für eine zweite Amtszeit gewählt. Als Vizepräsidentschaftskandidaten stellte man ihm Martin Van Buren zur Seite. Die spätere Wahl gewannen Jackson und Van Buren mit großer Mehrheit.

### 1968
Zwischen 1955 und 1976 war Richard J. Daley Bürgermeister von Chicago. Er spielte auch in der Demokratischen Partei eine bedeutende Rolle, etwa bei der Unterstützung der Präsidentschaftskandidaturen von John F. Kennedy 1960 und Hubert H. Humphrey 1968. In seine Amtszeit fällt das brutale Vorgehen der Polizei gegen Antikriegsdemonstranten 1968. Während der Democratic National Convention im August 1968 kam es am Sonntag, 25. August, zu gewalttätigen Ausschreitungen wegen des Vietnam-Krieges. Schließlich setzte sich Humphrey, der über die Unterstützung des Parteiapparats verfügte, gegen die linksgerichteten Kriegsgegner Eugene McCarthy und George McGovern durch. Für die Ausschreitungen während der Convention wurden 1969 die Chicago Seven angeklagt.

### 1984
In diesem Jahr wurde die Convention in San Francisco von 16. bis 19. Juli abgehalten. Als Präsidentschaftskandidat nominiert wurde der frühere Vizepräsident Walter Mondale, der sich in den Vorwahlen durchgesetzt hatte. Besonders beachtet wurde auch der Vorwahlkampf des schwarzen Bürgerrechtlers Jesse Jackson, der auch auf der Convention sprach. Der Gouverneur von New York, Mario Cuomo, hielt die Hauptrede, in der er die wachsende soziale Ungleichheit im Zuge der Reaganomics angriff. Seine Rede gilt als eine der rhetorisch wirkungsvollsten der jüngeren Geschichte. Erstmals wurde mit Geraldine Ferraro eine Frau als Vizepräsidentschaftskandidatin nominiert. In seiner Nominierungsrede deutete Mondale Steuererhöhungen an, was ihm bei der Wahl im November schadete.

### 1992
Die Democratic National Convention fand von 13. bis 17. Juli 1992 in New York City im Madison Square Garden statt. Nachdem die Demokraten bei den Wahlen 1980, 1984 und 1988 klar gescheitert waren, bemühte man sich um ein moderneres Image und rückte weiter in die Mitte. Der gemäßigte Demokrat Bill Clinton, Gouverneur des Staates Arkansas, wurde nominiert, nachdem er sich in den Vorwahlen gegen Jerry Brown und andere Kandidaten durchgesetzt hatte, sein Vize-Kandidat war Senator Al Gore. Die Hauptrede (keynote address) hielt der Gouverneur von Georgia, Zell Miller; die Nominierungsrede für Clinton hielt Mario Cuomo. Die Hauptthemen des demokratischen Wahlkampfes waren Ausbildung und die Schaffung von Arbeitsplätzen; Clinton setzte sich bei der Präsidentschaftswahl klar gegen Amtsinhaber George H. W. Bush durch.

### 2008
Die Democratic National Convention fand vom 25. bis 28. August in Denver, Colorado statt. Dort wurde Barack Obama offiziell als Präsidentschaftskandidat bekanntgegeben, zum Kandidaten für die Vizepräsidentschaft wurde Joe Biden gekürt. Obama war damit der erste Afroamerikaner, der von einer der beiden großen Parteien nominiert wurde und anschließend auch die Wahl gewann.

### 2012
Die Veranstaltung fand vom 4. bis 6. September in der Time Warner Cable Arena in Charlotte, North Carolina, statt. Auf ihr wurde Barack Obama offiziell für die erneute Kandidatur zum Präsidenten nominiert. Die Eröffnungsrede hielt seine Frau Michelle Obama. Weitere Sprecher waren unter anderem der frühere Präsident Bill Clinton sowie der Bürgermeister von San Antonio, Julian Castro, der als erstes lateinamerikanisch-stämmiges Parteimitglied die Hauptrede auf der Democratic National Convention hielt. Die Übertragung des Livestreams auf YouTube wurde am ersten Tag mit dessen Ende durch noch nicht exakt bekannte Gründe unterbrochen. Ursachen werden im Bereich automatischer Blockaden bei Urheberrechtsverletzungen bzw. deren Vermeidung vermutet.

### 2016

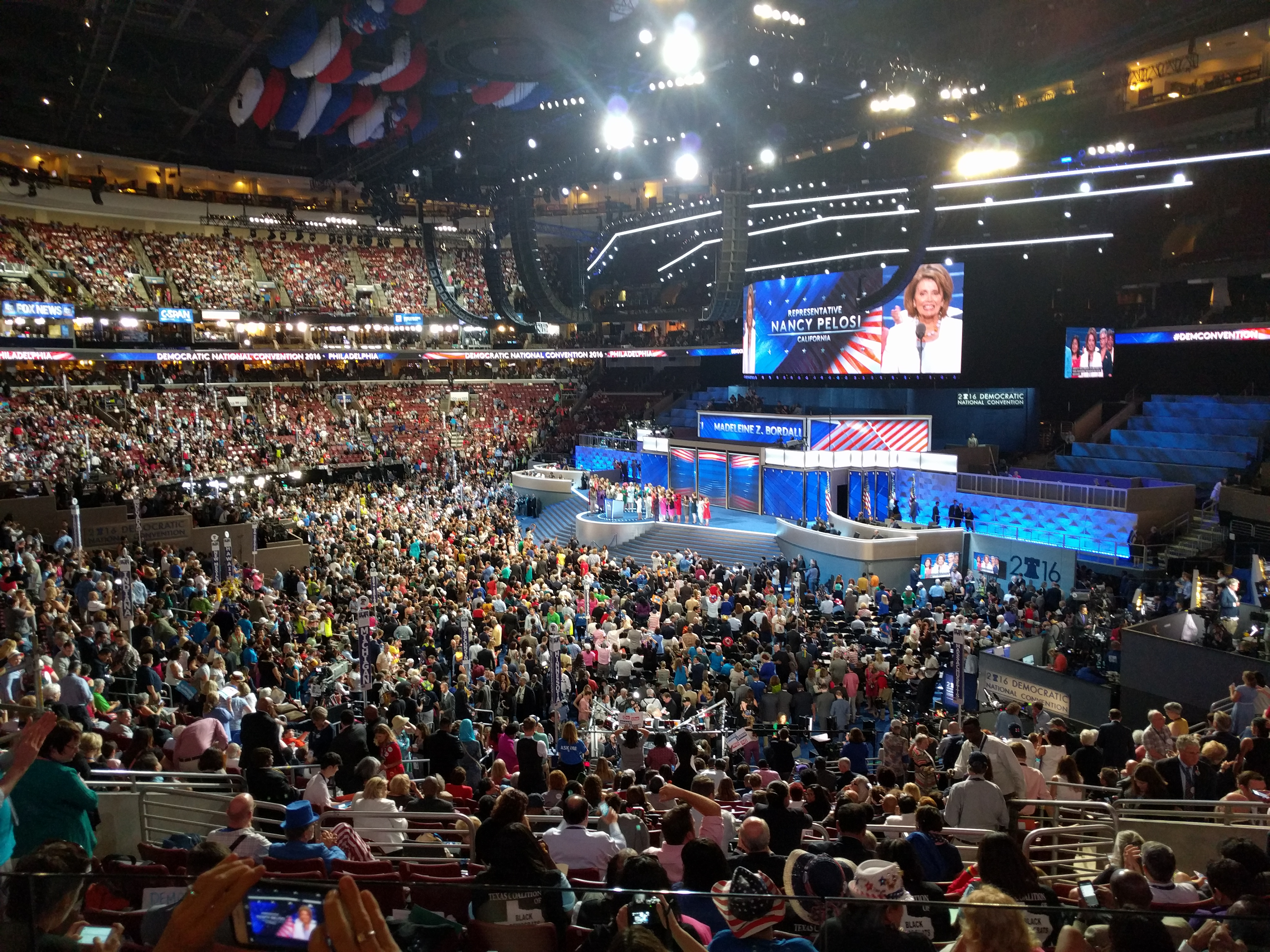
Bühne im Wells Fargo Center während der DNC 2016

Die Democratic National Convention fand vom 25. bis zum 28. Juli 2016 in Philadelphia statt, mehrere Wochen früher als bei den beiden vorherigen Wahlen. Auf ihr ist Hillary Clinton offiziell zur Präsidentschaftskandidatin und Tim Kaine zum Vizepräsidentschaftskandidaten der Demokraten gekürt worden. Die Enthüllungsplattform WikiLeaks veröffentlichte zum Start des Parteitags 20.000 interne E-Mails der Parteispitze. Diese sollen von zwei russischen Gruppen gehackt worden sein. Russland selbst streitet jedwede Beteiligung an der Veröffentlichung der E-Mails ab. Debbie Wasserman Schultz, Vorsitzende der Parteiorganisation, trat wegen der Position, die sie nach den gehackten und veröffentlichten Mails gegen Clintons Mitbewerber Sanders schon früh bezogen hatte, zu Beginn der Convention von ihrem Amt zurück.
Die Republikaner hielten eine Woche zuvor, vom 18. bis zum 21. Juli, ihre Republican National Convention 2016 in Cleveland ab.

### 2020
Aufgrund der COVID-19-Pandemie wurde der Auftakt der Democratic National Convention virtuell durchgeführt. Die Redner traten dabei entweder in einer Liveübertragung von verschiedenen Orten in den USA aus auf, oder über zuvor aufgezeichnete Videos. Gegenüber 2016, in der 26 Millionen Menschen die Debütveranstaltung über Rundfunk und Fernsehen verfolgten, waren es 2020 nur 18,7 Millionen.

### 2024
Die Democratic National Convention 2024 fand vom 19. bis zum 22. August 2024 statt. Als Veranstaltungsort wurde Chicago ausgewählt, eine Stadt, die seit langer Zeit eine Hochburg der Demokratischen Partei ist und in der bereits die Parteitage 1968 und 1996 abgehalten wurden.